# Gerold Betschart
Gerold Betschart (* 18. Dezember 1941) war von 1990 bis 2006 Richter in der II. öffentlich-rechtlichen Abteilung am Schweizerischen Bundesgericht.

## Leben
Gerold Betschart war Präsident des Bezirksgerichtes in Uster und von 1982 bis 1989 CVP-Mitglied des dortigen Stadtparlamentes. Bevor er sich für die Jurisprudenz entschied, studierte er zwei Jahre Philosophie an einem privaten Missionsseminar. Schliesslich wechselte er an die Universität Zürich, wo er ein Rechtsstudium absolvierte.
Nach der Dissertation und einer Assistenz bei Professor Max Keller arbeitete Betschart als Auditor und Substitut am Bezirksgericht Winterthur und als Sekretär an der II. Zivilkammer des Zürcher Obergerichtes. Er amtete zudem als Ersatzrichter am Obergericht.
Die Bundesversammlung wählte den Anwalt und Doktor der Rechte am 21. März 1990 zum Bundesrichter. Seine Gemeinde Uster bereitete ihm seinerzeit einen herzlichen Empfang, bei dem ihn der Gemeindepräsident Hans Thalmann als „Mann mit klarem Kopf, aber auch mit Herz und Rückgrat“ bezeichnete. Gerold Betschart ist der zweite Ustermer in den Bundesbehörden; der erste war BGB-Nationalrat Ernst Stiefel, der von 1943 bis zu seinem Tod im Jahre 1947 Mitglied des Rats war.